# Parsonsia velutina
Parsonsia velutina är en oleanderväxtart som beskrevs av Robert Brown. Parsonsia velutina ingår i släktet Parsonsia och familjen oleanderväxter. Inga underarter finns listade i Catalogue of Life.